# Membro-fantasma
Membro-fantasma ocorre em pessoas que não tem mais algum membro (sofreram amputação). Elas sentem como se o membro ainda estivesse ali, experimentando inclusive dores e sensações anormais. Os cientistas acreditam que tem a ver com uma espécie de mapa neural que o cérebro tem do corpo, que manda informação ao restante do cérebro sobre a falta de conhecimento do membro sobre sua existência.
O Membro Fantasma (MF), é descrito como a sensação de possuir membros ou órgãos ausentes, com incidência em pacientes no período pós-operatório da amputação, em casos de lesão do plexo braquial, tetraplegia, além de poder se manifestar em pessoas que nasceram sem membros. Esse fenômeno se expressa através da Sensação Fantasma (SF), ou pela Dor Fantasma (DF).

## Prevalência
Ao observar os estudos sobre a prevalência do membro fantasma, nota-se uma certa discrepância nos dados da literatura. Anteriormente, acreditava-se que a taxa de incidência era menor que 2%. Porém, é notável que com os novos estudos, essa taxa sofreu alteração, passando por uma variação de 3,3% a 85% dos casos. Ainda assim, é perceptível a escassez de informações.

## Manifestações Clínicas
Existem formas variadas de manifestar a condição fantasma. Por exemplo:
- Situações em que o paciente sente a presença do membro, mas sabe que as sensações são falsas;[11]
- O paciente possui o MF, porém não reconhece que a sensação é falsa, já que seu cérebro não consegue identificar a mudança corporal;[11]
- Outro acontecimento comum, é a dor constante, podendo ser no membro ausente ou presente, resultando em uma sensação desagradável;[11]
- O fenômeno de duplicação dos membros, é caracterizado pelas sensações de possuir membros fantasmas paralelos aos reais.[12]
- Pacientes que já nasceram sem o membro podem apresentar a SMF.[2]

## Fisiopatologia
Plasticidade axônica ou neural (remapeamento) – Segundo Ramachandran:
A reorganização cortical, consiste no deslocamento dos neurônios equivalentes à parte do corpo amputada, para partes vizinhas do cérebro, passando a corresponder a outra parte do corpo. Em outras palavras, os neurônios da área responsável pelo membro amputado, invadem a área vizinha no córtex cerebral.
A perda de uma parte do corpo, não impede que o córtex motor continue a enviar sinais para o membro inexistente, ou que continue a monitorar "movimentos", ainda que não existam. É como se a parte responsável por esses sinais, não conseguisse reconhecer que parte do corpo não está mais presente. Isso acontece, porque o cérebro demora a se adaptar à nova realidade. Esses comandos são monitorados pelos lobos parietais que afetam a imagem do corpo. Em pessoas que não sofreram amputação, as mensagens do lobo frontal dão feedback dos membros, porém, em amputados esse feedback não ocorre, mas a monitoração pode continuar a ocorrer no lobo parietal, o que possibilita ao paciente a sensação de movimento do membro fantasma.
Outra hipótese do Remapeamento Neural, para explicar a SMF, seria:
Devido aos estímulos mecânicos e sensoriais que são realizados no coto e em outras partes do corpo existentes, o paciente tem a falsa sensação que o estímulo ocorreu no membro perdido, isso ocorre devido ao rearranjo que acontece após a retirada do membro, logo, a parte do cérebro que antes era responsável pela interpretação de sinais da parte que foi amputada, como exemplo o braço, passa a ser território de aferentes relacionados à outra parte, como exemplo o ombro. A falsa sensação de respostas e interpretação de sinais da parte amputada, ocorre devido a estimulação em outra parte do corpo. Assim, as sensações vão parecer serem provenientes do membro anteriormente efetivo naquela zona cerebral, visto que ocorreu o remapeamento.

## Diagnóstico através dos sintomas
Os sintomas relacionados à presença do membro fantasma podem variar de pessoa para pessoa, sendo muito comum que as pessoas acometidas com o membro fantasma, tentem repetir movimentos que eram habituais antes de perder o membro. As SF também podem ocorrer com a remoção de órgãos, partes da face e das vísceras. Os sintomas mais recorrentes de ter o MF são: Dor; Formigamento; Dormência; Queimação; Sensação de movimento (funcional); A presença do membro parado (não funcional); Coceira; Câimbra e Ardência.
Como consequência da perda do membro, o paciente também pode desenvolver problemas psicológicos, como: depressão, ansiedade, baixa autoestima, além de isolamento social e agressividade.